# Rhabdomastax tenuis
Rhabdomastax tenuis är en insektsart som beskrevs av Marius Descamps 1973. Rhabdomastax tenuis ingår i släktet Rhabdomastax och familjen Episactidae. Inga underarter finns listade i Catalogue of Life.